# Associação de Basquete Cearense
A Associação de Basquete Cearense, também conhecido Fortaleza/Basquete Cearense, devido a parceria com o Fortaleza EC, é um clube de basquete brasileiro, com sede em Fortaleza, Ceará.

## História

### Primeira Temporada - 2012/2013
O Basquete Cearense, fundado em 23 de junho de 2012, foi o primeiro time do Nordeste brasileiro a participar do NBB e teve sua apresentação oficial no dia 30 de agosto de 2012.
A agremiação cearense iniciou a pré-temporada de seu primeiro ano de vida fazendo um tour pela China, onde enfrentou diversas equipes locais e combinados de universidades norte-americanas. Nesta mesma excursão, conquistou seu primeiro troféu, a Taça Cidade de Ming Guan.  A equipe contou, durante seu primeiro campeonato nacional, com nomes como Rogério Klafke e os estrangeiros Robinson e Dragovic, e mandou seus jogos no Ginásio Paulo Sarasate e no Ginásio da Unifor.
Após um início de campeonato ruim no NBB 2012-13, com duas derrotas fora de casa, contra as equipes do Unitri/Uberlândia e Franca, o SKY/Basquete Cearense jogou, pela primeira vez, em seus domínios e venceu a Liga Sorocabana por 71 a 62 no Ginásio da Unifor, com público de 1.800 pessoas, lotando o alçapão cearense.
A partir daí, iniciou-se uma sequência, que totalizaram 34 jogos, durante a fase regular do NBB 2012-13, com um total de 18 vitórias e 16 derrotas (52,9% de aproveitamento), em uma temporada que ficou marcada para o torcedor cearense. Contando com partidas memoráveis, como a vitória por um ponto contra o Bauru, com direito a cesta final no estouro do cronômetro da prorrogação; a derrota para a equipe do Pinheiros, também por um ponto só; as duas vitórias em cima do vice-campeão do NBB 4, São José; a derrota para o Flamengo na estreia da equipe cearense no Ginásio Paulo Sarasate para um público de mais de 9 mil torcedores e a vitória sobre o Suzano Basquete, que garantiu, de forma antecipada, a classificação da equipe cearense para os playoffs do NBB 12-13, sendo a única equipe estreante naquela temporada que conseguiu tal feito.
O Carcará conheceu logo na sua temporada inaugural, os seus primeiros ídolos, mas ninguém chamou mais a atenção e a simpatia da torcida cearense do que o ala/pivô Luiz Felipe Ribeiro. Felipe, como é mais conhecido, foi um dos grandes destaques não só do Basquete Cearense como também da temporada regular do NBB 5, obtendo a segunda colocação nas estatísticas de toda a temporada regular em rebotes (8,38 por jogo), tocos (1,31 por jogo) e eficiência (21,03), além de ter sido o quinto maior ladrão de bolas (1,79 por jogo). Felipe também obteve uma média de 15,03 pontos por jogo (18° lugar nesse quesito). Para coroar seu grande desempenho individual, com o auxílio de toda a equipe do Basquete Cearense, Felipe foi eleito para o Quinteto Ideal de jogadores brasileiros do NBB 5. Na premiação, ao final da temporada da Liga, Felipe também foi indicado para a posição de melhor pivô da temporada, mas acabou não levando o prêmio.
O trabalho com jovens jogadores também surtiu efeito, tendo Jimmy, um dos destaques da equipe nos playoffs, sido convocado para a Seleção de Novos.
O Basquete Cearense ainda obteve outra marca significativa no campeonato, que foi a média de público geral de 3.373 espectadores por jogo, a maior do campeonato.

#### Playoffs NBB 5
O confronto inicial dos playoffs foi contra a tradicional equipe do Paulistano, que havia ficado uma posição abaixo do time cearense. Durante a temporada regular, o SKY/Basquete Cearense havia vencido o Paulistano tanto em Fortaleza como em São Paulo, o que dava à equipe cearense um leve favoritismo no confronto, além do fato da partida decisiva, se necessária, ocorrer em Fortaleza. O que se viu durante a série foram confrontos eletrizantes. Na primeira partida das oitavas, ocorrida em São Paulo, o Paulistano atropelou o Basquete Cearense por 95x74, demonstrando que a possível facilidade no confronto não iria existir. Os segundo e terceiro jogos foram em Fortaleza, ocasião que a equipe do SKY/Basquete Cearense aproveitou para se recuperar e assumir a dianteira no confronto, com vitórias por 79x66 e por 87x71. O jogo quatro que poderia decidir a série foi para São Paulo e o Paulistano teve dificuldades para bater a equipe cearense, confirmando mais uma vez seu mando de quadra com uma vitória por 89x85.
Veio o jogo cinco e junto a ele a atmosfera tensa de um jogo decisivo. O ginásio Paulo Sarasate ficou lotado por 7.800 torcedores. O triunfo que parecia estar na mão do Basquete Cearense (30 segundos para o fim e três pontos de vantagem), escapou no fim do jogo, com a bola de três de Elinho da equipe paulista e depois um erro na saída de bola que proporcionou falta e dois lances livres que decidiram a vitória da equipe paulista por 69x68. Estava terminada a participação da equipe cearense de uma forma que o torcedor não acreditava, dentro de casa e no último segundo, ficando a sensação de que a equipe poderia ter ido mais longe.

### Anos seguintes
No NBB 2013-14, o SKY/Cearense ficou em nono lugar ao final da fase de classificação, se classificando novamente para as oitavas, onde o adversário foi a equipe do Bauru. O Basquete Cearense foi eliminado por três jogos a zero. Para o NBB 2014-15, o elenco montado foi mais modesto, pois a equipe havia perdido o patrocinador master. Como consequência, o Basquete Cearense terminou na 14.ª posição. Em março de 2015, o time sub-22 do Basquete Cearense conquistou a edição 2014-15 da Liga de Desenvolvimento de Basquete - LDB de forma invicta, ao derrotar o Flamengo por 63 a 58. Para o NBB 2015-16, o Basquete Cearense fechou patrocínio com a Solar Refrescos. Com isso, o Solar Cearense conseguiu montar um time competitivo e fez a melhor participação da sua história no NBB. Na primeira fase, o Carcará terminou na quarta coloção garantindo vaga direta nas quartas de final, onde enfrentou o Mogi das Cruzes. A série terminou com vitória mogiana por 3 x 1 e a classificação final da equipe cearense foi o sexto lugar. Na temporada 2016-17, o Cearense foi eliminado nas oitavas de final pelo Paulistano por três jogos a dois, após uma série muito equilibrada.
A temporada 2017-18 do NBB foi especial para o Carcará. Após terminar a fase de classificação no décimo lugar, o Basquete Cearense enfrentou o Pinheiros nas oitavas final e, depois de perder a primeira partida, venceu três jogos seguidos, virou a série para 3 a 1, e pela primeira vez em sua história saiu vitorioso de uma série de playoff. Nas quartas, o time cearense enfrentou o Paulistano e acabou eliminado da competição nacional. No Novo Basquete Brasil 2018-19, o Basquete Cearense novamente vivenciou um momento especial na sua história. Depois de um começo complicado na fase classificatória, a agremiação conseguiu a 12.ª vaga para os playoffs. Nas oitavas, os cearenses tiveram outro encontro com o Paulistano, campeão do NBB 17-18. Desta vez, o Carcará levou a melhor ao fazer 2 a 0 na série melhor de três, vencendo o adversário em pleno ginásio Antônio Prado Jr. Nas quartas, o time nordestino lutou e realizou boas partidas, mas acabou batido pelo Mogi das Cruzes em três jogos.

### Parceria com o Fortaleza EC
Em setembro de 2020, o Basquete Cearense acertou uma parceria com o Fortaleza Esporte Clube para o NBB 20-21. A equipe passou a se chamar Fortaleza/Basquete Cearense e o Carcará passou a ter as cores do Leão (vermelho, azul e branco).

## Títulos
- Taça Cidade de Ming Guan: 2012.
- Torneio Integração: 2020.
- Liga de Desenvolvimento de Basquete - LDB (Sub-22): 2014.

## Últimas temporadas
- a  Com a criação da Champions League na temporada 2019-20, a Liga das Américas deixou de ser disputada.
- * Por conta da pandemia de COVID-19 a temporada foi cancelada. A posição refere-se à colocação da equipe ao término da fase de classificação, que serviu como colocação final, apesar de não ter sido declarado um campeão. O critério foi utilizado apenas para a distribuição de vagas em torneios internacionais.

Legenda:
| Campeão Vice-campeão | Classificado à Champions League Classificado à Liga das Américas Classificado à Liga Sul-Americana | Rebaixado | NBB = Novo Basquete Brasil |